# Intrigo : Chère Agnès
Série Intrigo
Intrigo : Mort d'un auteur
(2018) Intrigo: Samaria
(2019)
Pour plus de détails, voir Fiche technique et Distribution.
Intrigo : Chère Agnès (Intrigo: Dear Agnes) est un thriller helvético-germano-américain coécrit et réalisé par Daniel Alfredson, sorti en 2019. Il s'agit d'une adaptation cinématographique d'une série de nouvelles de l'auteur suédois Håkan Nesser.

## Synopsis
Après la mort soudaine de son mari, Agnès a désespérément besoin d'argent d'autant plus que ses enfants sont sur le point de rafler tout l'héritage de leur père défunt, la laissant dans le dénuement si elle ne parvient pas à racheter la moitié de sa maison. Lors des funérailles de ce dernier, Agnès retrouve sa meilleure amie, Henny, qu'elle a perdue de vue depuis dix ans. Après avoir regagné sa confiance d'autant plus que leur relation s'est mal terminée dans le passé, Henny parvient à lui proposer un marché tentant : si Agnès accepte de supprimer son époux infidèle Peter, elle lui fournira une aide  financière pour évincer sa famille et toucher le legs de son ancien conjoint. Désargentée et pour l'instant sans le sou, Agnès n'a pas d'autre choix que de s'impliquer dans le meurtre…

## Fiche technique
- Titre : Intrigo : Chère Agnès
- Titre original : Intrigo: Dear Agnes
- Réalisation : Daniel Alfredson
- Scénario : Daniel Alfredson et Birgitta Bongenhielm
- Photographie : Paweł Edelman
- Montage : Håkan Karlsson
- Musique : Anders Niska et Klas Wahl
- Producteurs : Rick Dugdale, Thomas Peter Friedl et Uwe Schott
- Sociétés de production : Intrigo pictures, The Amazing Film Company, Umedia et Seine Pictures
- Sociétés de distribution : Lionsgate
- Pays d'origine :  Allemagne,  Suisse,  États-Unis
- Langue originale : anglais
- Format : couleur - 2.35:1
- Genre : thriller
- Durée : 100 minutes
- Dates de sortie :
  -  Allemagne : 10 octobre 2019
  -  France : 18 juin 2021 (VOD)

## Distribution
- Carla Juri : Agnes
- Gemma Chan : Henny
- Jamie Sives : Peter
- Cal MacAninch : Erich Neuman-Hansen
- John Sessions : Pumpermann
- Predrag Bjelac : le concierge
- Ash Hunter : Johann Clausen
- Laurie Kynaston : Johannes
- Ed Cooper Clarke : Thomas Neuman-Hansen
- Jason Wong : Benjamin
- Tor Clark : Doris
- Clemmie Dugdale : Clara
- Jacob James Beswick : Klaus-Joseph